# Montecalvo Irpino
Montecalvo Irpino es un municipio situado en el territorio de la Provincia de Avellino, en la Campania (Italia).

## Demografía
| Gráfica de evolución demográfica de Montecalvo Irpino entre 1861 y 2001 |
|                                                                         |
| Fuente ISTAT - elaboración gráfica de Wikipedia                         |